# Lavalturbine

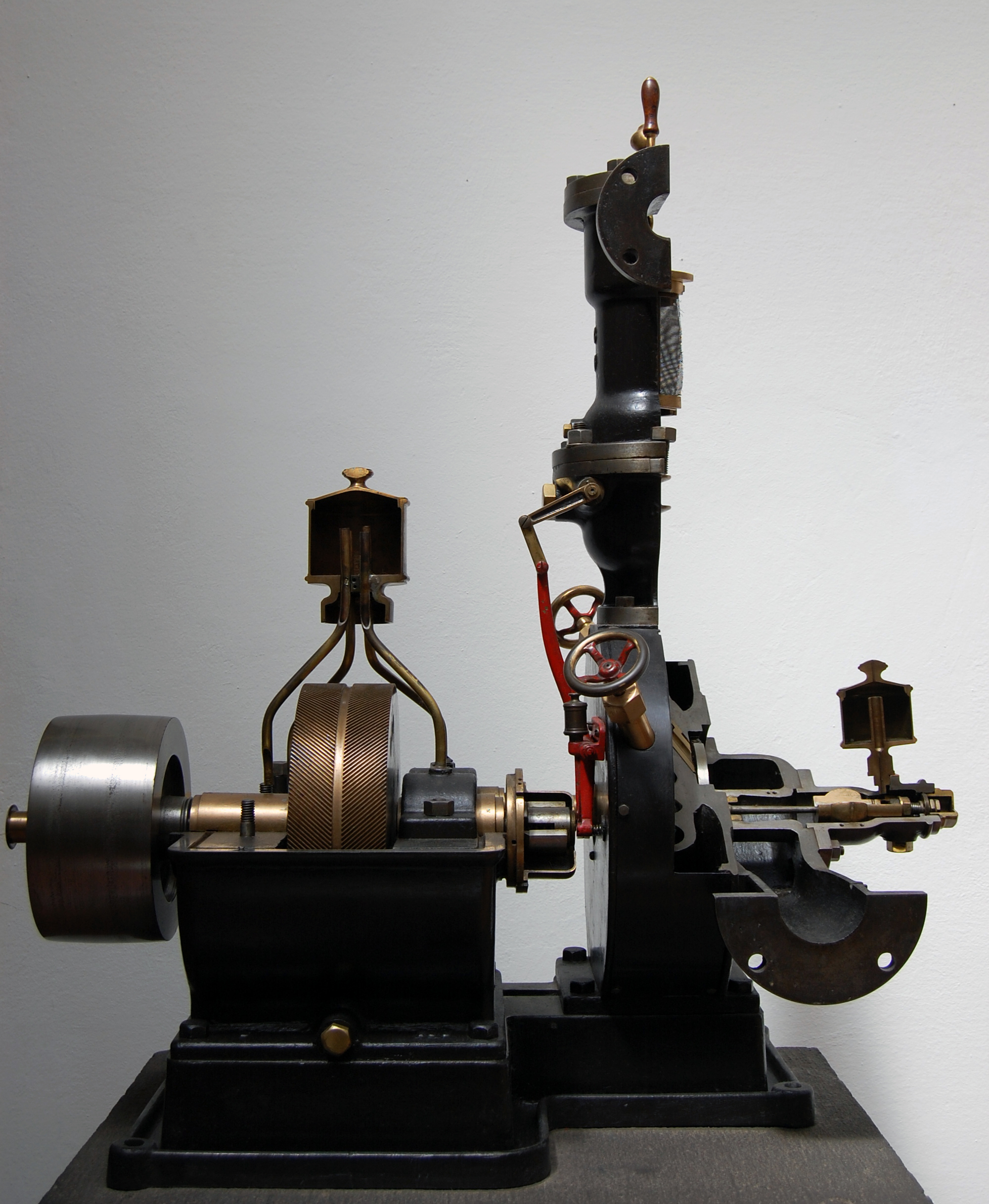
Gleichdruckdampfturbine (rechts) mit Getriebe (Mitte) und Schwungrad (links), Deutsches Museum, München

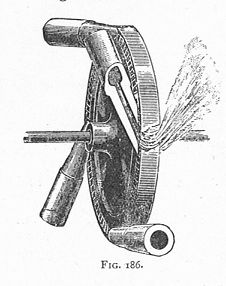
Läufer und Düsen einer Lavalturbine

Die Lavalturbine ist eine Gleichdruck-Dampfturbine, die von Carl Gustav Patrik de Laval konstruiert wurde. Laval entwickelte diese Turbine, um eine von ihm entwickelte Zentrifuge für Milch anzutreiben.
Laval benutzte für die Konstruktion dieser Turbine die nach ihm benannte Lavaldüse, die er sich 1883 patentieren ließ und mit der eine Gasströmung auf Überschallgeschwindigkeit beschleunigt werden kann.